# Båtdragträsket
Båtdragträsket är en sjö i Norrtälje kommun i Uppland och ingår i Norrtäljeån-Åkerströms kustområde. Sjön har en area på 0,0599 kvadratkilometer och ligger 5,2 meter över havet.

## Delavrinningsområde
Båtdragträsket ingår i det delavrinningsområde (661899-166243) som SMHI kallar för Rinner mot Yxlaområdet. Medelhöjden är 15 meter över havet och ytan är 23,87 kvadratkilometer. Det finns inga avrinningsområden uppströms utan avrinningsområdet är högsta punkten. Avrinningsområdets utflöde mynnar i havet, utan att ha någon enskild mynningsplats. Avrinningsområdet består mestadels av skog (74 procent) och jordbruk (17 procent). Avrinningsområdet har 0,11 kvadratkilometer vattenytor vilket ger det en sjöprocent på 0,5 procent. Bebyggelsen i området täcker en yta av 0,42 kvadratkilometer eller 2 procent av avrinningsområdet.